# Lindenparkschule

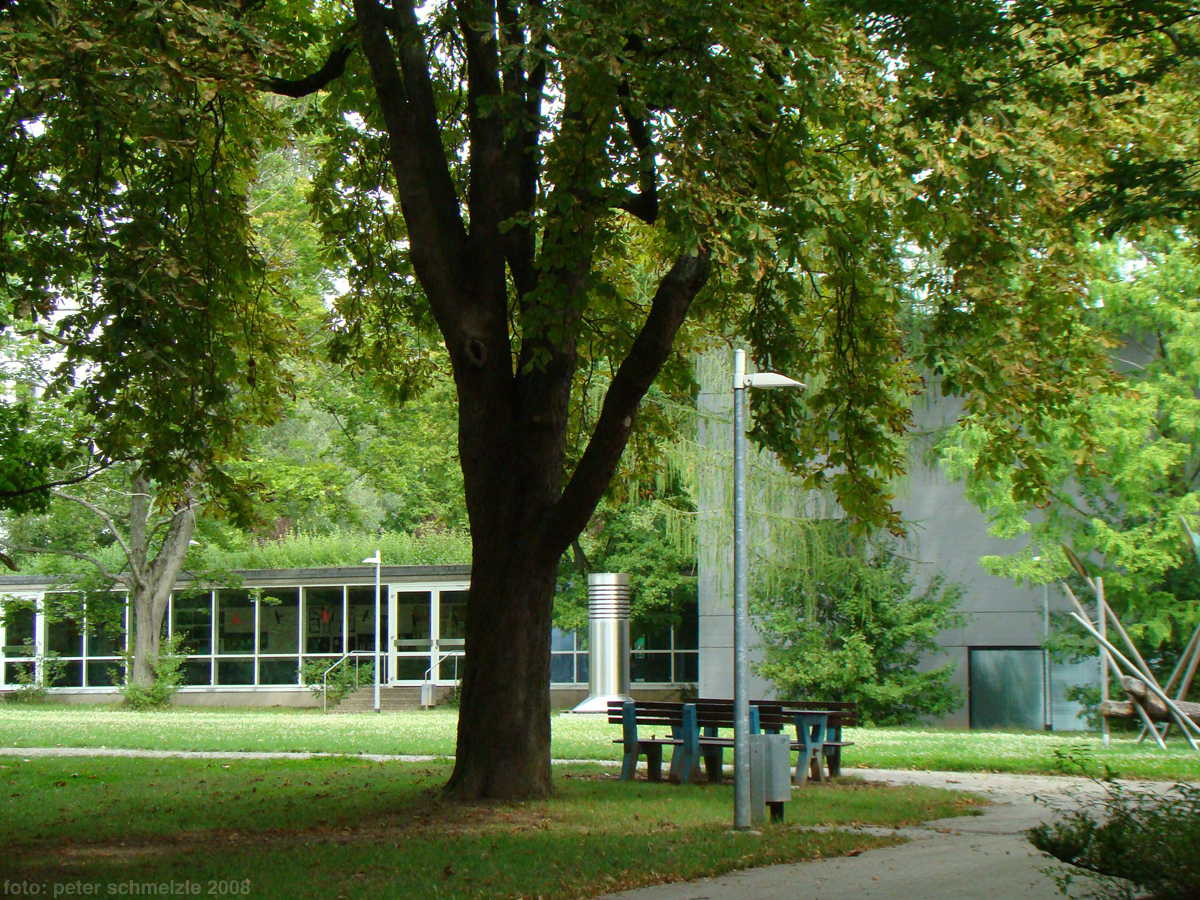
Pausenhof

Die Lindenparkschule Heilbronn ist ein staatliches Sonderpädagogisches Bildungs- und Beratungszentrum mit Internat mit den Förderschwerpunkten Sprache und Hören. Dort werden Kinder und Jugendliche mit Hör- und Sprachbeeinträchtigung in den Bildungsgängen der Grundschule, der Haupt-, Werkrealschule, Realschule, Lernen und geistige Entwicklung unterrichtet. Übergeordnet finden die Bildungspläne für den Förderschwerpunkt Hören und den Förderschwerpunkt Sprache Anwendung. Schulträger ist das Land Baden-Württemberg.

## Geschichte
Die Lindenparkschule entstand 1966 aus dem Zusammenschluss der staatlichen Gehörlosenschule in Schwäbisch Gmünd und der staatlichen Gehörlosenschule in Bönnigheim, anfangs wurden ausschließlich hörgeschädigte Kinder unterrichtet. 1977 wurde ein dreigeschossiges Schul- und Internatsgebäude angebaut.
Die Lindenparkschule wird bis Ende 2021 schrittweise modernisiert. Die Modernisierung des Gebäudeteil H soll dafür die Grundpfeiler legen. 2019 wurde mit der Sanierung des Gebäudeteils H begonnen, in dem ein modernes Beratungszentrum entstehen soll.

## Bereiche
- Frühförderung
- Sonderpädagogische Beratungsstelle
- Schulkindergarten (Bildungsgang Hören)
- Grundschule (Bildungsgang Hören)
- Haupt-/Werkrealschule (Bildungsgang Hören und Sprache)
- Realschule (Bildungsgang Hören und Sprache)
- Förderschwerpunkt geistige Entwicklung (Bildungsgang Hören)
- Förderschwerpunkt Lernen (Bildungsgang Hören)
- Inklusive Angebote an fünf Standorten
- Sonderpädagogischer Dienst
- Schulpsychologischer Dienst
- Sonderpädagogische Multimedialernwerkstatt
- Internat

## Unterschiede zur öffentlichen Regelschule
Um besser auf die individuellen Bedürfnisse der Kinder und Jugendlichen einzugehen, bestehen die Klassen nur aus rund 15 Schülern. Das Gebäude wurde speziell für die Bedürfnisse von Menschen mit Hörschädigung umgebaut: Speziell schallschluckende Wände, Böden und Decken sind in jedem Raum angebracht, um Störgeräusche zu minimieren. Zur Einrichtung gehören auch elektronische Tafeln, die das Lernen erleichtern sollen. Alle Signale wie Feueralarm, Pausenklingeln und seit 2009 der Amokalarm werden sowohl akustisch als auch visuell übermittelt. Lehrkräfte sind mit Mikrofonen ausgestattet, die akustische Signale an die Hörgeräte oder Cochlea-Implantate übermitteln. Circa 320 Kinder und Jugendliche besuchen die Schule, davon wohnen 64 unter der Woche im Internat. Alle Weiteren, aus den Regionen Nordwürttemberg und Nordbaden, kommen entweder mit öffentlichen Verkehrsmitteln oder werden von Sammeltaxen gebracht. Insgesamt arbeiten nahezu 200 Mitarbeitende, davon 90 Lehrkräfte, an der Schule.

## Besonderheiten
Die Lindenparkschule bietet neben den Abschlüssen der Förderschwerpunkte Lernen und geistige Entwicklung auch die allgemeinen Bildungsgänge der Haupt- und Realschule an. Derzeit besteht noch keine Möglichkeit, die (Fach-)Hochschulreife zu erwerben. In der Sekundarstufe ist die Schule somit viergliedrig aufgestellt.
Die Schule unterstützt Schulen mit ähnlichen Zielgruppen in Marokko, Nigeria, Eritrea und dem Kosovo mit finanziellen Spenden oder durch das Spenden von ausgedienter sächlicher Ausstattung.